# Ásatrúarfélagið
 (février 2015).
Si vous disposez d'ouvrages ou d'articles de référence ou si vous connaissez des sites web de qualité traitant du thème abordé ici, merci de compléter l'article en donnant les références utiles à sa vérifiabilité et en les liant à la section « Notes et références ».
L'Ásatrúarfélagið, terme islandais signifiant littéralement en français « l'association Ásatrú », est une organisation religieuse néo-païenne islandaise dont le but est de promouvoir et faire vivre une forme reconstruite de la religion nordique ancienne sous la forme de l'Ásatrú. Elle est fondée le premier jour de l'été 1972 et reconnue comme étant une organisation religieuse officielle en 1973, ce qui lui permet de procéder légalement à des unions matrimoniales et de bénéficier d'une part de la taxe religieuse. L'Ásatrúarfélagið est un membre fondateur du Congrès européen des religions ethniques. En 2014, l'Ásatrúarfélagið compte 3100 membres.

## Histoire

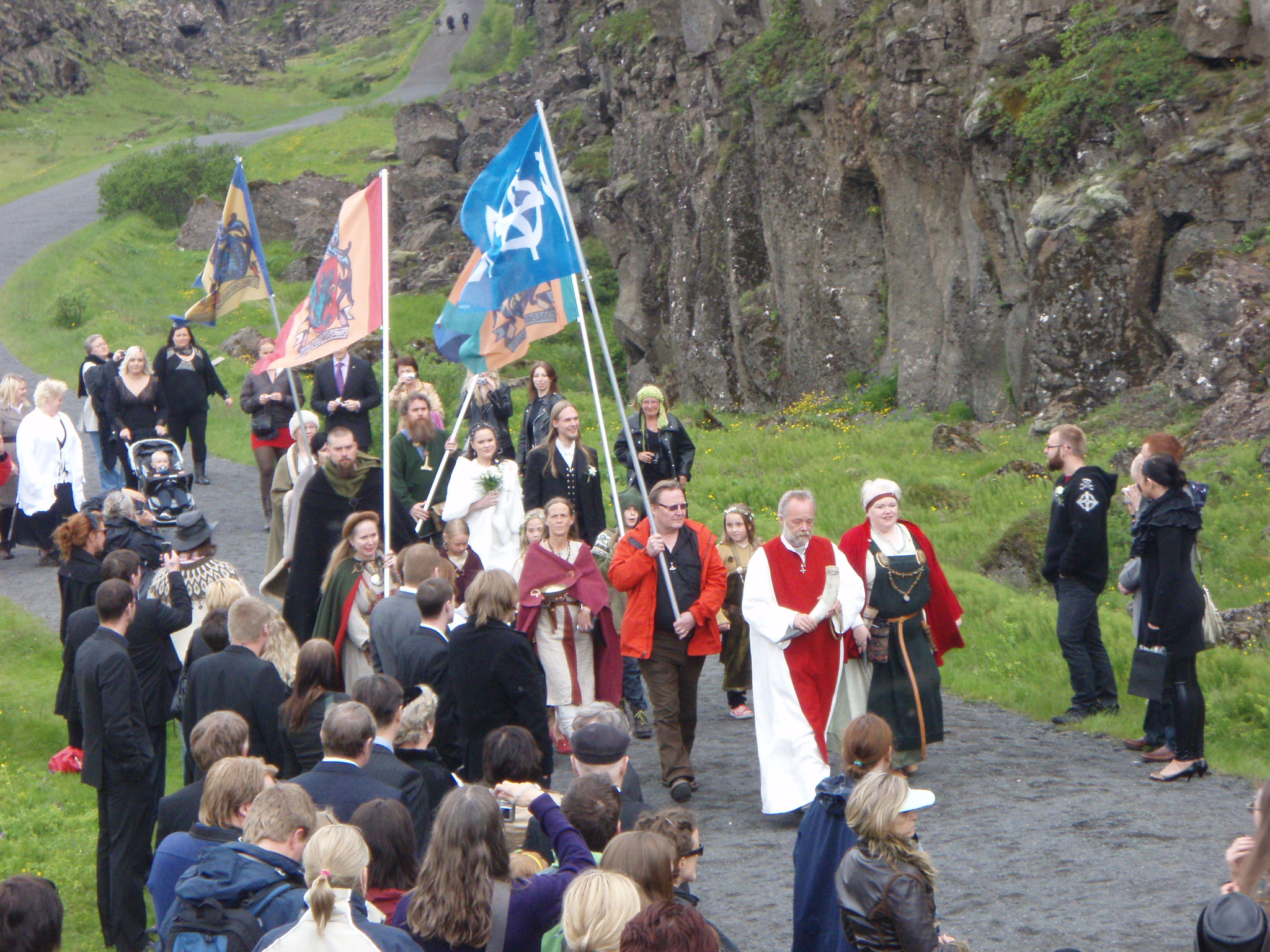
Hilmar Örn Hilmarsson et d'autres membres de l'Ásatrúarfélagið en procession vers un blót à Þingvellir durant l'été 2009.

L'organisation était dirigée par le fermier et poète Sveinbjörn Beinteinsson de 1972 à sa mort en 1993. Durant cette période, le nombre de membres n'a pas excédé la centaine d'individus, et l'organisation a connu peu d'activité. Avec l'arrivée du nouveau Allsherjargoði, Jörmundur Ingi Hansen (1994–2002), l'organisation a connu une forte augmentation de membres et d'activité, dont la création d'une nécropole païenne. Cette tendance s'est poursuivie sous l'actuel Allsherjargoði, le musicien Hilmar Örn Hilmarsson (depuis 2003). L'organisation compte 2 315 fidèles dont 31,5 % de femmes en 2013. Elle a connu une croissance considérable de ses membres et de son activité, avec notamment la création d'un cimetière païen près de Reykjavik. En 2000, l'Ásatrúarfélagið est devenue la première organisation religieuse non-chrétienne en Islande en nombre de fidèles.[réf. nécessaire]
En 2005, l'organisation décide de vendre sa propriété, dont la valeur avait considérablement augmenté depuis son acquisition en 1998. Le bénéfice dégagé devra servir à l'édification d'un temple, option réaliste pour laquelle une demande de terrain est adressée au conseil de la ville de Reykjavik. En raison de l'instabilité politique de l'époque, le traitement de cette demande prendra plus de temps qu'espéré. En janvier 2008, une parcelle est finalement accordée dans l'Öskjuhlíð, un parc au sud du centre-ville. L'Ásatrúarfélagið demande alors à cinq architectes de présenter des projets, ce qui est fait en septembre 2008. Même si elle a perdu beaucoup d'argent dans la crise financière de 2008 en Islande, l'organisation n'a pas abandonné l'étude de différentes options pour la construction de son temple. En février 2015, la construction du temple dédié aux dieux nordiques près de Reykjavik est finalement annoncée.
En 2006, le ministère de la Justice a augmenté le nombre de prêtres païens autorisés à conduire les cérémonies rituelles légalisées, de deux (l'Allsherjargoði et son suppléant) à cinq. Deux de ces cinq prêtres sont des femmes.

## Croyances et théologie
L'Ásatrú n'a pas de dogme ou de théologie fixe. Toutefois, les Allsherjargoðar, les grands prêtres, ont une tendance vers une vision du monde panthéiste. Le rituel principal est le blót mais les prêtres dirigent également d'autres types de cérémonies, comme les mariages et les enterrements. L'organisation a parfois pris des positions dans le débat politique contre l'avortement; la dépénalisation des narcotiques et en faveur du mariage homosexuel, de la séparation de l'Église et de l'État et d'une plus grande protection de l'environnement.

## Organisation et structure

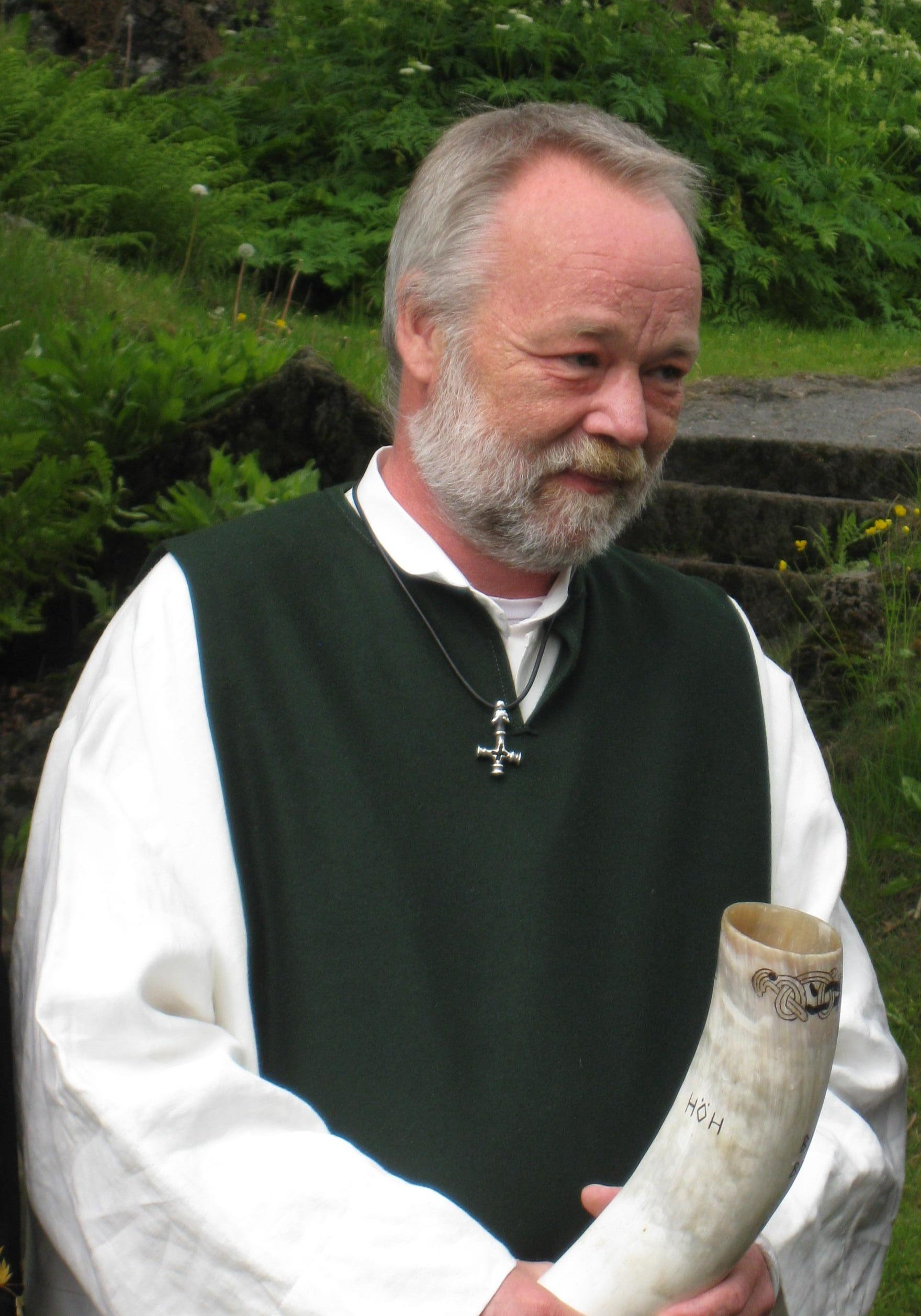
Hilmar Örn Hilmarsson, l'Allsherjargoði actuel en fonction depuis 2003.

L'Ásatrúarfélagið est dirigée par l'Allsherjargoði, le grand prêtre de l'Ásatrú en Islande. L'actuel Allsherjargoði est le musicien Hilmar Örn Hilmarsson depuis 2003.